# Модібо Кейта
Модібо Кейта (4 червня 1915 , Бамако  — 16 травня 1977 , Кідаль ) — державний і політичний діяч Малі, її перший президент.

## Життєпис
Народився 4 червня 1915 року в передмісті м.Бамако в релігійній мусульманській сім'ї. За етнічною приналежністю — малінке. Кейта — це давній рід, який веде свій початок від середньовічних правителів держави Малі. За професією вчитель. За активну участь у національно-визвольній боротьбі малійського народу неодноразово зазнавав репресій з боку французької колоніальної влади. Кейта — один з засновників 1946 року партії «Суданський союз», а в 1947—1968 роках її генеральний секретар. З 1956 року мер Бамако і депутат французьких Національних зборів. У 1957—1958 роках державний секретар уряду Франції у справах «заморських територій». Після утворення 1959 року Федерації Малі Кейта очолив її уряд, а після розпаду Федерації і створення Республіки Малі у вересні 1960 року став президентом і прем'єр-міністром Малі. Ставши керівником держави, проводив курс на одержавлення економіки, оскільки був прихильником соціалістичних ідей. Це в результаті призвело до погіршення економічної ситуації і падіння добробуту населення Малі. В листопаді 1968 року в результаті військового перевороту був усунений від влади і ув'язнений. Помер у в'язниці на півночі Малі 16 травня 1977 року.